# Široký (přírodní památka)
Široký je přírodní památka severně od Dolních Dubňan v okrese Znojmo v Jihomoravském kraji. Vyhlášena byla k ochraně louky s výskytem koniklece velkokvětého a křivatce českého.

## Historie
Prostor chráněného území býval využíván jako pastvina a nacházela se v něm drobná políčka. Ve spodní části svahu roste udržovaný sad a do jihozápadní části zasahuje pole.
Chráněné území vyhlásil Krajský úřad Jihomoravského kraje v kategorii přírodní památka s účinností od 1. března 2014.

## Přírodní poměry
Louka chráněná jako přírodní památka s rozlohou 0,65 hektaru leží v katastrálním území Dolní Dubňany v okrese Znojmo. Nachází se v Jevišovické pahorkatině v nadmořské výšce 326–346 metrů. Území se překrývá se stejnojmennou evropsky významnou lokalitou.

### Abiotické poměry
Geologické podloží tvoří moldanubické horniny proterozoika až paleozoika, konkrétně serpentinit a peridotit. V geomorfologickém členění Česka přírodní památka leží v Jevišovické pahorkatině, konkrétně v podcelku Znojemská pahorkatina a okrsku Hrotovická pahorkatina. Lokalita se nachází na mírném svahu, který na jihu tvoří břeh západní části Dolnodubňanské nádrže (zvané též Balaton) na Dobřínském potoce. Z půdních typů se na louce vyvinuly pravděpodobně kambizem eutrofní a místy litozemě.
V rámci Quittovy klasifikace podnebí se přírodní památka nachází v mírně teplé oblasti MT11, pro niž jsou typické průměrné teploty −2 až −3 °C v lednu a 16–17 °C v červenci. Roční úhrn srážek dosahuje 600–750 milimetrů, počet letních dnů je 40–50 a počet mrazových dnů se pohybuje mezi 110 a 130.

### Flóra
Na louce dominují především trávy kostřava walliská (Festuca valesiaca), kostřava žlábkatá (Festuca rupicola) a ovsík vyvýšený (Arrhenatherum elatius), které jsou doplněny méně početnými druhy jako je ostřice nízká (Carex humilis) a kavyl vláskovitý (Stipa capillata). Ohrožení pro lokalitu představují invazní druhy trnovník akát (Robinia pseudoacacia), turanka kanadská (Conyza canadensis) a astřička novobelgická (Symphyotrichum novi-belgii). Expanzivně se šíří také původní druhy ovsík vyvýšený, pcháč rolní (Cirsium arvense), trnka obecná (Prunus spinosa) a kopřiva dvoudomá (Urtica dioica).
Z druhů zapsaných na Červený seznam na louce rostou silně ohrožený koniklec velkokvětý (Pulsatilla grandis) a křivatec český pravý (Gagea bohemica). Do kategorie ohrožených druhů nebo druhů vyžadujících pozornost na louce patří kostřava waliská, ostřice nízká, bílojetel německý (Dorycnium germanicum), černohlávek velkokvětý (Prunella grandiflora), hlaváč šedavý (Scabiosa canescens), kruštík širolistý (Epipactis helleborine), lomikámen cibulkatý (Saxifraga bulbifera), mateřídouška olysalá (Thymus glabrescens), modřenec chocholatý (Muscari comosum), mochna písečná (Potentilla incana), oman vrbolistý (Inula salicina), pipla osmahlá (Nonea pulla), prvosenka jarní (Primula veris), rozrazil klasnatý (Veronica spicata), řebříček štětinolistý (Achillea setacea), sesel fenyklový (Seseli hippomarathrum), sesel sivý (Seseli osseum) a vousatka prstnatá (Bothriochloa ischaemum).

### Fauna
Nejvýznamnějším zástupcem bezobratlých na louce je kriticky ohrožená kudlanka nábožná (Mantis religiosa). Kromě ní na lokalitě žije řada dalších zástupců hmyzu, z nichž většina druhů byla zaznamenána v počtu jednotek až prvních desítek jedinců. Patří k nim bělásek hrachorový (Leptidea sinapis), hnědásek kostkovaný (Melitaea cinxia), klopuška menší (Halticus pusillus), křísek kostřavový (Mocydiopsis longicauda), křísek zblochancový (Psammotettix kolosvarensis), okáč kostřavový (Arethusana arethusa), okáč voňavkový (Brintesia circe), ostruhovník brýlový (Anakelisia perspicillata), ostruhovník černý (Metropis inermis), ostruhovník jednorohý (Kelisia monoceros), otakárek ovocný (Iphiclides podalirius), polník třezalkový (Agrilus hyperici), pozemka černoskvrnná (Xanthochilus quadratus), prskavec menší (Brachinus explodens), prskavec větší (Brachinus crepitans), střevlík Scheidlerův (Carabus scheidleri), svižník polní (Cicindela campestris), vroubenkovka vyzáblá (Chorosoma schillingii), žahalka žlutá (Scolia hirta) a žilnatka travní (Reptalus panzeri).
Z obratlovců byla na louce nalezena ještěrka obecná (Lacerta agilis) a v křovinách hnízdí ptáci krutihlav obecný (Jynx torquilla), lejsek šedý (Muscicapa striata), pěnice vlašská (Sylvia nisoria) a žluva hajní (Oriolus oriolus).

## Ochrana přírody
Předmětem ochrany v přírodní památce jsou subpanonské stepní trávníky, které tvoří asi 70 % rozlohy území, a silně ohrožené druhy rostlin koniklec velkokvětý a křivatec český pravý. Početnost populace koniklece kolísá mezi 500 až 700 kvetoucími jedinci. Křivatec roste na jediné malé plošce v severozápadní části území. V roce 2022 byly nalezeny dva kvetoucí jedinci. Cílem ochrany je zachovat rozlohu biotopu a udržet životaschopnost populací obou rostlin.